# Caldereta

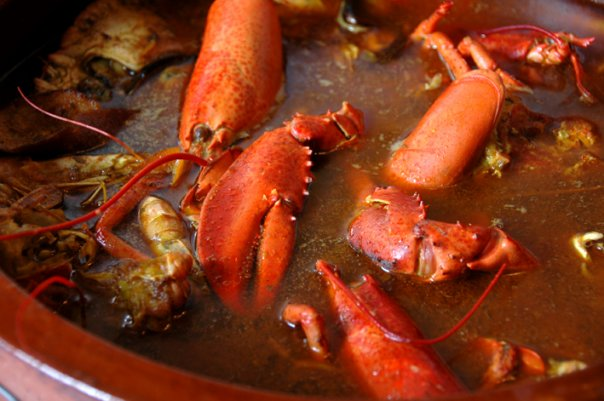
Una caldereta de marisco.

Calderete es el nombre que reciben diferentes platos en España, guisos basados en una reducción de agua, aceite o vino, con carne o pescado, así como verduras. Tradicionalmente considerados «de pobre» por su sencillez, su nombre responde a que antiguamente se cocinaban en grandes calderos. Solían elaborarse en la calle, al aire libre y con ocasión de festividades locales, costumbre que aún pervive en muchos pueblos.

## Variantes
Las más conocidas son la menorquina, la asturiana, la extremeña y la manchega. Se elaboran o bien con marisco o pescado o bien con cordero. En otras regiones, la caldereta se prepara con carne de toro, jabalí, novillo o codorniz.